# Tawanna Meadows
Tawanna Meadows (née le 4 août 1986) est une athlète américaine, spécialiste des épreuves de sprint.

## Biographie
En 2014, elle remporte la médaille d'or du relais 4 × 200 mètres lors des premiers relais mondiaux de l'IAAF, à Nassau aux Bahamas, en compagnie de Shalonda Solomon, Bianca Knight et Kimberlyn Duncan.

### Palmarès
| Date | Compétition     | Lieu   | Résultat | Épreuve   | Performance   |
| ---- | --------------- | ------ | -------- | --------- | ------------- |
| 2014 | Relais mondiaux | Nassau | 1re      | 4 × 200 m | 1 min 29 s 45 |

### Records
| Épreuve | Performance | Lieu       | Date          |
| ------- | ----------- | ---------- | ------------- |
| 100 m   | 11 s 11     | San Marcos | 26 avril 2014 |
| 200 m   | 22 s 91     | San Marcos | 26 avril 2014 |